# Вейская империя
Вейская империя — фантастический литературный цикл российской писательницы Юлии Латыниной, стилизованный под древнекитайскую прозу, однако в сюжетах сделаны явные параллели с российской действительностью 1990-х годов.
Критики полагают этот сериал наиболее удачной частью литературного творчества Латыниной. Романы, входящие в него, неоднократно переиздавались разными российскими издательствами. Общий тираж книг цикла превысил 150 тыс. экземпляров.

## Содержание
Хронологически цикл состоит из двух повестей и пяти романов.
| Жанр    | Название                                                    | Краткое содержание |
| ------- | ----------------------------------------------------------- | --- |
| Повесть | Повесть о Золотом Государе                                  | Планета Вея, восстание Небесных Кузнецов в Стране Великого Света, молодость наместника Харсомы, монаха Даттама и чиновника Арфарры |
| Роман   | Сто полей                                                   | Землянин Ванвейлен открывает планету Вея, корабль терпит аварию, Ванвейлен с товарищами путешествует по разным странам и добирается до Страны Великого Света, где и находится упавший корабль. Однако в империи смутное время и странные чужеземцы становятся объектом пристального внимания                                                                            |
| Повесть | Повесть о государыне Кассии                                 | Правление императрицы Кассии, смерть Даттама, детство императора Варназда |
| Роман   | Дело о лазоревом письме                                     | В Стране Великого Света делают карьеру чиновник Нан Акаи (он же законспирированный землянин Дэвид Стрейтон) и его помощник, бывший нищий Шаваш. Расследование рядового убийства выводит их на крупный заговор, в котором участвуют чиновники, варвары и иноземные торговцы.                                                                                             |
| Роман   | Дело о пропавшем боге                                       | Император Варназд отправляет Нана в провинцию Харайн. Нужно расследовать убийство местного судьи, предотвратить крупное восстание, и отбиться от кровожадных варваров. Поскольку Нан является законспирированным землянином, ему предстоит также разобраться с делами некоторых землян, проводящих тайные научные эксперименты в монастыре рядом со столицей провинции. |
| Роман   | Колдуны и министры (в первом издании — «Колдуны и Империя») | Мятежи и восстания в Стране Великого Света. В центре событий Нан, Шаваш, Арфарра и новый фаворит императора — варвар Киссур. Итог — прямое вмешательство землян в конфликт на Вее |
| Роман   | Инсайдер                                                    | Авантюрист Теренс Бемиш прилетает на планету Вея, чтобы принять участие в конкурсе на строительство космодрома. Разведслужба Земной Федерации хочет под прикрытием космодрома строить военную базу. А заместитель министра финансов Веи Шаваш задумал ещё более масштабную аферу                                                                                        |

## История Вейской империи
Известно, что существует она более двух тысяч лет (в одной из книг указана дата - 2192 года). Основателем и первым её императором был полулегендарный государь Иршахчан. По преданиям, он основал государство, разбил варваров, положил начало строительству сети ирригационных сооружений (что обусловило высокую важность чиновничества в империи), а также отменил слова "твое" и "мое". В итоге созданный им строй просуществовал практически без изменений две тысячи лет, и назвать его можно государственным социализмом, хотя большая часть реалий списана с Древнего и Средневекового Китая, особенно времен династии Тан. Так, торговля считается там разновидностью воровства, средства производства почти все в государственной собственности, цены определяются не спросом-предложением, а указами.
За двести лет до описываемых в первой книге событий империя (или Страна Великого Света, как её называют на Вее) была завоевана варварами-аломами. Это с ней случалось не впервые, и в плане государственности не изменилось ничего, кроме династии.
События цикла начинаются с восстания Небесных Кузнецов, которое возглавил юноша Даттам. Погибли сотни тысяч человек, но восстание было подавлено, а сам Даттам ушел в монахи. Став монахом храма Шакуника, он занялся наукой, которую в империи продвигал как раз этот храм. Успехи храма были поразительны: за несколько десятилетий были открыты взрывчатые вещества, отравляющие газы, ацетиленовые горелки и химические красители. Все это позволило монахам Шакуника и лично Даттаму прослыть колдунами и нажить огромное богатство.
В восстании (точнее, его подавлении) свою роль сыграл молодой чиновник Арфарра, выходец из народа, получивший звание чиновника за написанный им математический трактат.

### Сто полей
К моменту описываемых событий на Вее терпит крушение космический корабль землянина Клайда Ванвейлена, перевозившего оружие. Сам корабль падает где-то в центре империи, а спасательная капсула - где-то на дальних островах, покинутых империей столетия назад. Ванвейлен и его спутники пробираются к кораблю, но по пути проезжают страну Горный Варнарайн, родину аломов, где Арфарра как раз занял пост советника у местного короля.
Действия нового советника направлены в первую очередь на искоренение дикой феодальной вольницы. Для этого он не брезгует никакими средствами, умело натравливает одних феодалов на других и тем самым укрепляет власть короля.
Ванвейлену нравится умный советник, он видит в нем реальный шанс для искоренения феодальной анархии. В интриге придворных потив Афары он становится на сторону последнего и тем самым спасает ему жизнь.
Однако впоследствии он расходится с Арфаррой по идеологическим соображениям и пытается спасти жизнь его злейшему врагу - Марбоду Кукушонку. Спасти Кукушонка не удается, но Ванвейлен убивает его убийцу из лазерного пистолета.
Тем временем король, подстрекаемый феодалами, объявляет войну Вейской империи. У него неплохие шансы: постоянной армии у империи нет, а бороться с варварами империя привыкла подкупом варварских вождей. Однако Арфарра, как выяснилось, был доверенным лицом экзарха Харсомы, одного из крупнейших чиновников империи, и в Горный Варнарайн прибыл с одной целью - подчинить его Стране Великого Света. Еще загодя он выстроил огромную плотину, якобы для орошения.  Плотина выполняла свою роль, но была заминирована Арфаррой еще при постройке. И когда король объявил войну империи, Арфарра прилюдно заявил, что "гнев Золотого Государя" падет на весь город. После чего взорвал плотину. Взрыв горожане сочли колдовством, а начавшееся наводнение, погубившее полгорода, приписали гневу Золотого Государя. После чего уже на другой день король, стоя на коленях, признал себя вассалом империи.

## Персонажи цикла

### Земляне

#### Клайд Ванвейлен
Капитан космического корабля, потерпевшего бедствие на Вее. Был главой остальных землян, пробиравшихся к своему кораблю. Вмешался в политическую интригу в Горном Варнарайне и стал советником короля. На деле играл на стороне Арфарры, в котором, как ему казалось, он видел сторонника либеральных реформ и частной собственности. Однако изначально его покоробили принципы Арфарры, из которых главнейшим был «цель оправдывает средства», а позднее он убедился, что Арфарра своей целью ставит вовсе не введение рынка, а только прекращение феодальной анархии в Горном Варнарайне и подчинении его Империи, где было отменено «твоё» и «моё». После этого он пошел на разрыв с Арфаррой.
После возвращения с Веи, Ванвейлен разбогател и стал основателем фонда своего имени, который тайно исследовал Вею, особенно социальную структуру её жителей. Оказал помощь Арфарре и Киссуру в борьбе с мятежниками, де-факто предоставив Киссуру штурмовик и современные бомбы. Спас распятого мятежниками Арфарру. В дальнейшем, после смерти Арфарры, особой роли не играл.

#### Дэвид Стрейтон
Известный в Империи как господин Нан разведчик Земной Федерации. Изначально был помощником господина Андарза, министра полиции. Фактически спас его от интриг советника Нарая, ярого противника всяких преобразований. Взял к себе помощником мальчика по имени Шаваш, оказавшего ему помощь в деле о лазоревом письме. Впоследствии спас государя Варназда от его первого министра Ишнайи, и сам стал первым министром. Завоевал доверие императора и даже женился на его троюродной сестре, сосредоточил в своих руках огромную власть, которую использовал для рыночных преобразований. Но в результате действий Киссура был смещен, арестован, а его пост достался Арфарре. Сумел бежать и укрылся со своим ребенком на базе Ванвейлена. Спустя десятилетие по протекции Шаваша стал представителем Веи в Сейме Федерации.

#### Теренс Бемиш
Земной бизнесмен, инвестор-авантюрист. Впервые появляется в книге «Инсайдер». Прилетает на Вею с целью построить Ассалахский космодром. Подружился с двумя самыми могущественными людьми Веи — Киссуром и Шавашем. Пользуясь их поддержкой и получаемой от них инсайдерской информацией, неслыханно разбогател, при этом нередко с нарушением закона. Однако впоследствии выяснилось, что Шаваш просто использовал его для своей интриги. В конце книги получил от Шаваша значительную сумму денег «за невольную помощь» и покинул Вею.

## Издание
Части цикла издавались с 1991 по 2000 годы не в хронологическом порядке в разных издательствах. В 2007—2010 годах большая часть произведений романов была переиздана издательствами «Эксмо» и АСТ в новых авторских вариантах.
- В 1991 году вышел роман «Дело о пропавшем боге» («Иров день»), переиздан в 1999 году в «ОЛМА-ПРЕСС» тиражом 10000 экз. под одной обложкой с романом «Дело о лазоревом письме».
- Роман «Колдуны и империя» издан в Саратове в 1996 году издательством «Труба» тиражом 20000 экз. Под названием «Колдуны и министры» переиздан издательством «Терра» в 1997 году тиражом 20000 экз. и «ОЛМА-ПРЕСС» в 1999 году тиражом 9000 экз.
- Роман «Сто полей» вышел в издательстве «Терра» в 1996 году тиражом 35000 экз, затем переиздан «ОЛМА-ПРЕСС» в 2000 году тиражом 7000 экз., под той же обложкой дважды вышла повесть «Легенда о Золотом Государе».
- «Инсайдер» вышел в январе 1999 года в «ОЛМА-ПРЕСС» тиражом 9000 экз, в эту же книгу была включена «Повесть о государыне Кассии».
- В 1999 году тем же издательством и тем же тиражом был выпущен сборник «Дело о пропавшем боге», включающий, помимо одноименного романа, «Дело о лазоревом письме».
- В 2007 году в издательстве «Эксмо» отдельными книгами были переизданы романы «Дело о лазоревом письме», «Инсайдер», «Колдуны и министры» — тиражами по 10000 экз. каждая. Романы вышли в новом авторском варианте с множеством стилистических изменений.[1]
- В 2009 году в издательстве АСТ был переизданы романы «Колдуны и министры» и «Инсайдер» тиражом по 5000 экз. Под общей обложкой с названием «Во имя государства» тиражом 5000 экз. в том же году вышли «Дело о лазоревом письме» и «Повесть о государыне Кассии» (также в новой редакции).
- В 2010 году в издательстве АСТ был переиздан роман «Сто полей» тиражом 4000 экз. в новой редакции.

## Отзывы
Серьёзно — я очень редко такое удовольствие получал от книг.
Латынинские «100 полей», а особенно «Колдуны и министры» -
просто прелесть. А как там расписан крах рынка ГКО …
В деталях, прямо по дням :-) Господин Арфарра был очень огорчен
— Максим Мошков

Латынина показывает некие глобальные закономерности «коммунистического» общества, взаимодействия Империи и варваров, столкновения обычаев, мировоззрений, культур. … Редкая книга настолько сильно промывает мозги читателю. После «Вейской империи» как-то по-другому смотришь на окружающую жизнь… Как будто прочитал курс практического маккиавелизма.
— Михаил Назаренко